# Hygrotus aequalis
Hygrotus aequalis är en skalbaggsart som beskrevs av Falkenström 1932. Hygrotus aequalis ingår i släktet Hygrotus och familjen dykare. Inga underarter finns listade i Catalogue of Life.